# 남부초등학교
남부초등학교는 대한민국 강원특별자치도 춘천시 퇴계동에 있는 공립 초등학교이다.

## 학교 연혁
- 1996.09.01 남부초등학교 설립 인가
- 1996.10.02 남부초등학교 개교
- 2014.03.01 강원도교육청지정 창의경영학교 운영(1년)
- 2014.09.01 제8대 오흥금 교장선생님 부임
- 2015.02.13 제17회 졸업식(273명 졸업, 총 5102명)
- 2016.03.02 입학식(143명 입학)
- 2016.09.01 제9대 허용구 교장선생님 부임